# 陳亞先
亨德里克·魯道夫·陳亞先（Hendrick Rudolf Chin A Sen；1934年1月18日—1999年8月11日），蘇里南華裔政治家，曾任總統兼總理。

## 生平
陳亞先的父親是籍貫廣東惠陽的客家人，母亲则是混血的克里奧爾人。原為內科醫生，荷蘭殖民統治時期加入了追求獨立的民族主義共和黨，但並非政壇活躍人物。
1980年蘇里南政變後，缺乏政治根基的陳亞先出人意料地被政變領袖德西·鲍特瑟相中，擁立為總理，不久又兼任總統，而鮑特瑟則以國家軍事委員會主席身分掌握實權。

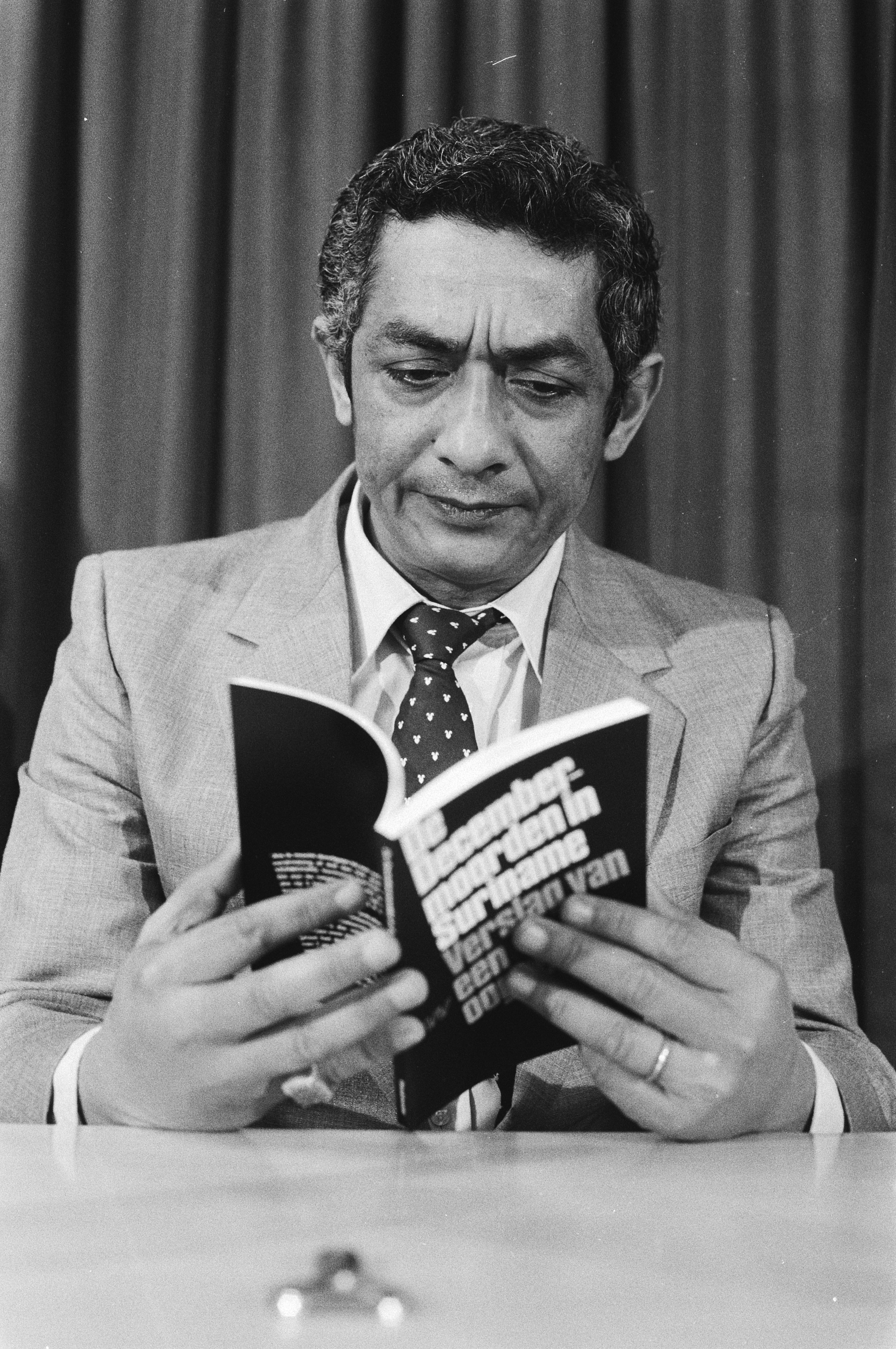
1983年5月16日，陳亞先出席《蘇里南的十二月謀殺》（De Decembermoorden in Suriname）一書的發表會，該書控訴1982年12月德西·鲍特瑟殺害15名反對者的暴行。

陳亞先上台後，因主張還政於民，和鲍特瑟意見不合。1982年2月4日，被迫辭職並出國流亡，先後去美國及荷蘭。他在海外成立「蘇里南解放委員會」，自任主席，從事反對鲍特瑟政權的活動，並和龙尼·布林斯韦克領導的國內叛軍聯絡。
1995年回國，不再從政而重新行医。1999年去世。